# Formació de Los Alamitos
La formació de Los Alamitos és una formació geològica del massís nord-patagó, a la província argentina de Río Negro, al nord-oest de la Patagònia. Els seus estrats daten del Cretaci superior (Campanià superior a Maastrichtià). S'hi han trobat restes de dinosaures, entre altres fòssils.

## Troballes

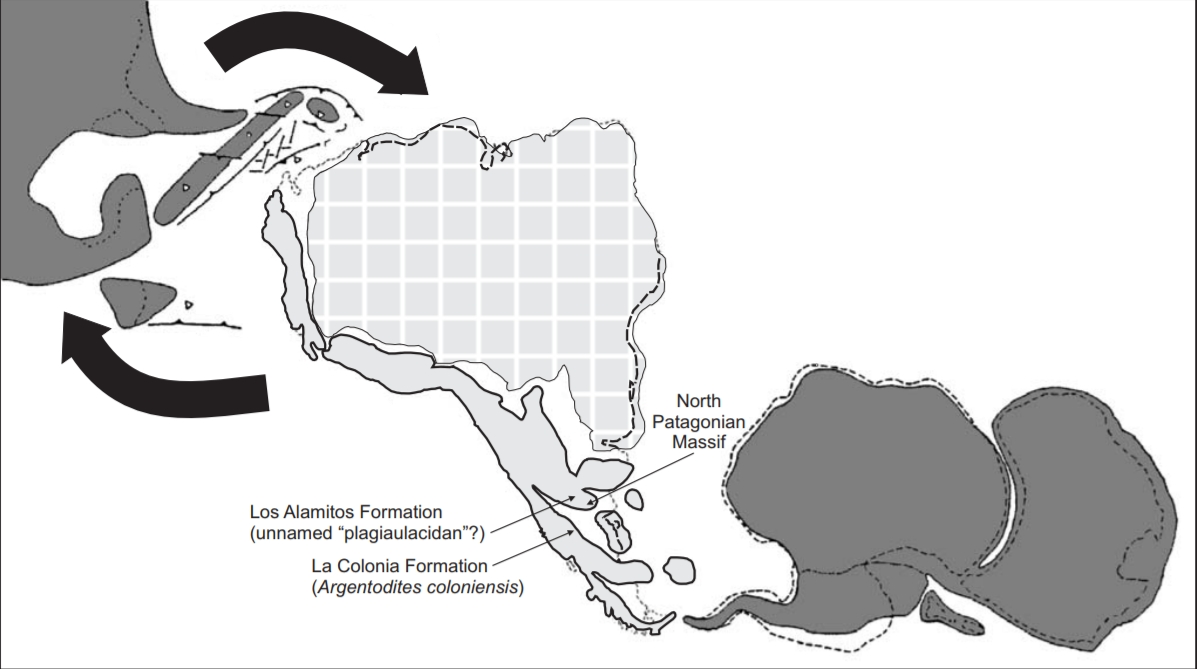
Paleogeografia del Cretaci superior amb la formació de Los Alamitos marcada

### Dinosaures
| Aeolosaurus                              | A. rionegrinus |                                                                                          |                   |  |
| Huallasaurus (= «Kritosaurus» australis) | H. australis   | «Cranis parcials amb esquelets postcranials associats, aproximadament [cinc] individus.» | [ 2 ] [ 3 ] [ 4 ] |  |
| Teròpode indeterminat                    |                |                                                                                          |                   |  |

### Ocells
| Alamitornis          | A. minutus |  |  |  |
| cf. Hesperornithes   |            |  |  |  |
| Ornitur indeterminat |            |  |  |  |
| Ocell indeterminat   |            |  |  |  |

### Mamaliaformes
| Alamitherium     | A. bishopi                |  | [ 5 ] |  |
| Austrotriconodon | A. sepulvedai A. mckennai |  |       |  |
| Leonardus        | L. cuspidatus             |  |       |  |
| Bondesius        | B. ferox                  |  |       |  |
| Brandonia        | B. intermedia             |  |       |  |
| Casamiquelia     | C. rionegrina             |  |       |  |
| Ferugliotherium  | F. windhauseni            |  |       |  |
| Gondwanatherium  | G. patagonicum            |  |       |  |
| Groebertherium   | G. novasi                 |  |       |  |
| Mesungulatum     | M. houssayi               |  | [ 6 ] |  |
| Paraungulatum    | P. rectangularis          |  |       |  |
| Reigitherium     | R. bunodontum             |  | [ 7 ] |  |
| Rougiertherium   | R. tricuspes              |  |       |  |